# Paul Bazin
Pour les articles homonymes, voir Bazin.
Paul Bazin, né le 11 juillet 1890 au Petit-Quevilly en Seine-Inférieure et mort le 9 avril 1956 à Arpajon, est un homme politique français, élu au comité directeur du Parti communiste (PC).

## Biographie
En 1905, il devient membre du Parti socialiste et à partir de 1908, il remplit diverses fonctions au sein du groupe d'études sociales. Mobilisé en 1914, il est blessé ; il touche une pension après la guerre, et dirige la section locale de l'Association républicaine des anciens combattants.
En 1918, la Fédération socialiste de Seine-Inférieure (FSSI) passe sous la direction de ses membres de la tendance pacifiste les plus à gauche. Bazin, proche du courant de Jean Longuet, en est alors élu trésorier.
En 1919, il est élu maire du Petit-Quevilly et conseiller général de Seine-Inférieure,.
En février 1920, il est délégué par la FSSI au congrès de Strasbourg et se prononce pour le retrait de la deuxième internationale et la reconstruction
En décembre 1920, lors du congrès de Tours (auquel il n'assiste pas) la SFIO se divise autour de la question de l'adhésion à l'Internationale communiste. C'est la naissance de la Section française de l'Internationale communiste, futur Parti communiste, à laquelle Bazin adhère en début 1921. Il fonde l'hebdomadaire Le Communiste de Normandie.
Pour le 1er Mai, il hisse un drapeau rouge sur la façade de sa mairie et est révoqué de ses fonctions ; d'autres élections ont également été annulées. Réélu dès le 19 juin, Bazin retrouve son mandat de maire. Le PCF décide de présenter des candidats aux élections cantonales partout où il peut, dont certains des mutins de la mer Noire alors emprisonnés. Le marin Roger Rolland élu dans le canton du Havre est représenté par Bazin au conseil général.
En janvier 1923, il défraye la chronique locale en déménageant en corbillard à la suite de la demande de divorce de sa femme. Le corbillard utilisé est le corbillard municipal. Il donne alors sa démission de maire de Petit-Quevilly, demeurant encore quelques semaines conseiller municipal. Lors des élections partielles qui suivent, le PC présente à nouveau la candidature d'un des mutins de la mer Noire, André Marty, qui est élu conseiller municipal.
En février, il préside le congrès fédéral d'Ille-et-Vilaine du PC. Il supplée Louise Bodin, malade, à la rédaction du journal La Bretagne communiste. En 1924 : il est élu au Comité directeur du PC et devient délégué permanent de la 4e région du parti (Finistère, Morbihan, Loire-Inférieure, Vendée, Deux-Sèvres, Maine-et-Loire. Mayenne, Ille-et-Vilaine, Côtes-du-Nord). Mais, bientôt, ce poste est supprimé pour manque de moyens financiers.
En 1925, il s'installe dans le Nord, comme secrétaire à la propagande de la Fédération régionale du PC. Il participe au congrès du PC de 1926, qui se tient à Lille (Ve congrès du PCF).
Dès 1925, il est le trésorier du Secours rouge international (SRI) de Paris, dont il devient secrétaire général en 1927. Il quitte cette fonction pour « raisons personnelles » l'année suivante.